# Raphia vinifera
Espèce
Synonymes
- Metroxylon viniferum (P.Beauv.) Spreng.[1]
- Raphia diasticha Burret[1]
- Raphia vinifera var. nigerica Otedoh[1]
- Sagus raphia Poir.[1]
- Sagus vinifera (P.Beauv.) Pers.[1]

Raphia vinifera est une espèce de plantes de la famille des Arecaceae (les palmiers) et du genre Raphia.

## Liste des variétés
Selon Tropicos (31 août 2018) (Attention liste brute contenant possiblement des synonymes) :
- variété Raphia vinifera var. nicaraguensis (Oerst.) Drude
- variété Raphia vinifera var. nigerica Otedoh
- variété Raphia vinifera var. taedigera (Mart.) Drude
- variété Raphia vinifera var. vinifera

## Utilisation

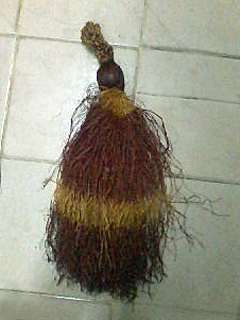
Chasse-mouche Dida (Côte d'Ivoire)
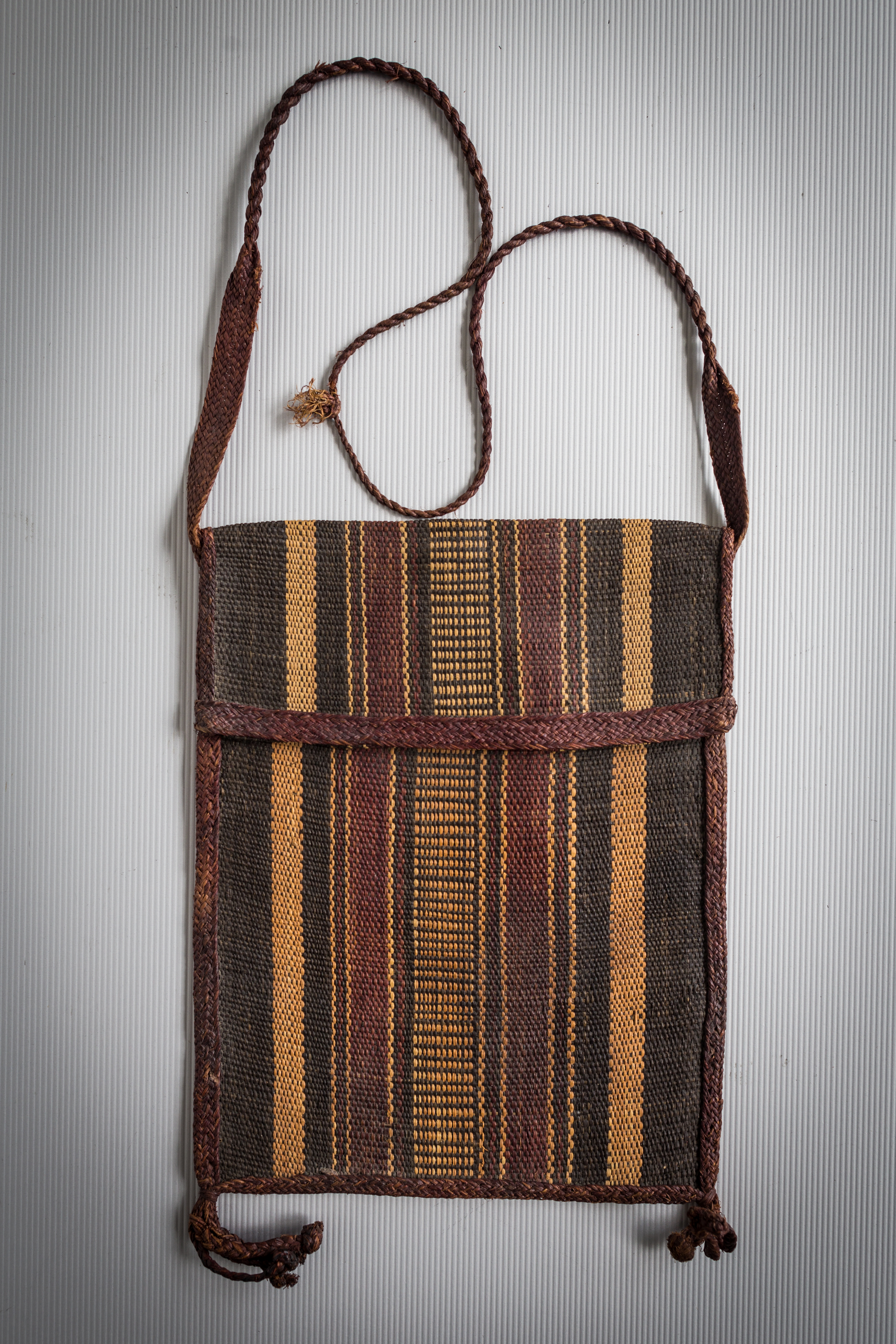
Sacoche Kissi (Guinée)